# Wissenschaftsladen
Als Wissenschaftsladen wird eine Einrichtung bezeichnet, die es sich zum Ziel gesetzt hat, einerseits wissenschaftliche Ergebnisse für Fragestellungen der Zivilgesellschaft zu nutzen, andererseits Fragestellungen aus der Gesellschaft in die Wissenschaft zu tragen (sogenannte „community based research“ / CBR). Ein Beispiel für einen Wissenschaftsladen in Deutschland ist der Wissenschaftsladen Bonn, der seit 1984 existiert. Ein innerhalb einer Universität agierender Wissenschaftsladen ist die Kooperations- und Beratungsstelle für Umweltfragen an der Technischen Universität Berlin.

## Funktion
Wissenschaftsläden gehören meist zu einer Universität oder einer nichtstaatlichen Organisation. Sie leisten unabhängige, partizipative und interdisziplinäre Unterstützung bei der Forschung an zivilgesellschaftlichen Problemstellungen. Wissenschaftsläden ermöglichen und vermitteln Laien und deren Organisationen kostenlos oder für wenig Geld Zugang zu Wissenschaft und Technologie, tragen deren Themenstellungen an Wissenschaftler heran und fördern so den Dialog zwischen Wissenschaft und Gesellschaft.
Wissenschaftsläden sind im Allgemeinen thematisch nicht begrenzt – sie bearbeiten und vermitteln Themen in allen wissenschaftlichen Disziplinen, von den Natur- bis zu Geisteswissenschaften. Ein Teil der Einrichtungen hat sich jedoch spezialisiert auf bestimmte Fachrichtungen (Ökologie, Chemie, Sozialarbeit etc.).

## Geschichte
Wissenschaftsläden sind zuerst in den 1970er-Jahren in den Niederlanden entstanden. Das holländische System hat sich jedoch schon bald auf andere europäische Länder, wie Dänemark, Österreich, Deutschland, Norwegen, Großbritannien, Belgien und Rumänien ausgedehnt. Außerdem gibt es zurzeit Wissenschaftsläden und ähnliche Einrichtungen in Kanada, Asien, Amerika, Afrika, Australien und Neuseeland. Dabei wurde die Struktur der Wissenschaftsläden jeweils an unterschiedliche Gesellschaftssysteme und Kulturen sowie verschiedene historische und politische Hintergründe angepasst. Die Wissenschaftsläden in der Tschechischen Republik, Ungarn und in Rumänien wurden während der EU-Anwartschaftszeit gegründet, die gekennzeichnet war durch eine gewachsene Rolle der Zivilgesellschaft, das Öffnen akademischer Aktivitäten in diverse neue Richtungen und die zunehmende Transparenz in Entscheidungsprozessen.
Wissenschaftsläden sind weltweit vernetzt durch Netzwerke – Living Knowledge ist das bedeutendste unter ihnen.